# Jorge Swett Madge
Jorge Alfonso Swett Madge (Valparaíso, 16 de febrero de 1915-Santiago, 6 de febrero de 2010) fue un militar (vicealmirante) chileno y exrector delegado de la Pontificia Universidad Católica de Chile.

## Biografía
Estudió en la Escuela Naval Arturo Prat. Se casó con Susana Browne Ross, con quien tuvo cuatro hijos (Margarita María, Jorge, Cristián y Juan Pablo). Fue Capitán de Navío, llegando a ser vicealmirante de la Armada. En los últimos años fue jefe de la Cámara de Almirantes.
Tras el golpe de Estado de Chile de 1973, las universidades fueron intervenidas por la Junta Militar. En la Universidad Católica, la intervención de los militares significó una estricta depuración de los académicos de izquierda, lo que terminó con el pluralismo ideológico del período de la Reforma Universitaria de 1967. El vicealmirante Jorge Swett asumió como rector delegado, y sus colaboradores más cercanos fueron los gremialistas.
Bajo su rectorado se produjo un ordenamiento del plantel, que logró ponerse a la par de la Universidad de Chile. Reaccionó contra algunas medidas de la reforma de 1967, e hizo suya la idea de que la universidad debe ser un centro científico, pensado en función de la ciencia. En cuanto a las finanzas, a excepción de la crisis de 1981 y 1982, se estableció una consolidación del régimen económico de la Universidad Católica.
Algunos de los hitos más recordados de su gestión:
- En 1974 se realiza la primera Feria Internacional de Artesanía Tradicional en Parque Bustamante.
- En 1975 se funda el actual Teatro UC en Ñuñoa donde funcionaba el cine Dante.
- En 1977 nace Teleduc, el Centro de Educación a Distancia.[3]

Tras dejar el cargo fue nombrado comendador de la Orden de San Silvestre por la Santa Sede. Durante el año 1995, fue Presidente del Cuerpo de Generales y Almirantes en Retiro de la Defensa Nacional.
Falleció el 6 de febrero de 2010 en Santiago, a los 94 años de edad.